# Église Saint-Martin d'Ancerville
L'église Saint-Martin est une église catholique située à Ancerville, en France.

## Localisation
L'église est située dans le département français de la Meuse, sur la commune d'Ancerville.

## Historique
L'édifice est classé au titre des monuments historiques en 1990. Notice no PA00106457, sur la plateforme ouverte du patrimoine, base Mérimée, ministère français de la Culture

## Description

### Architecture

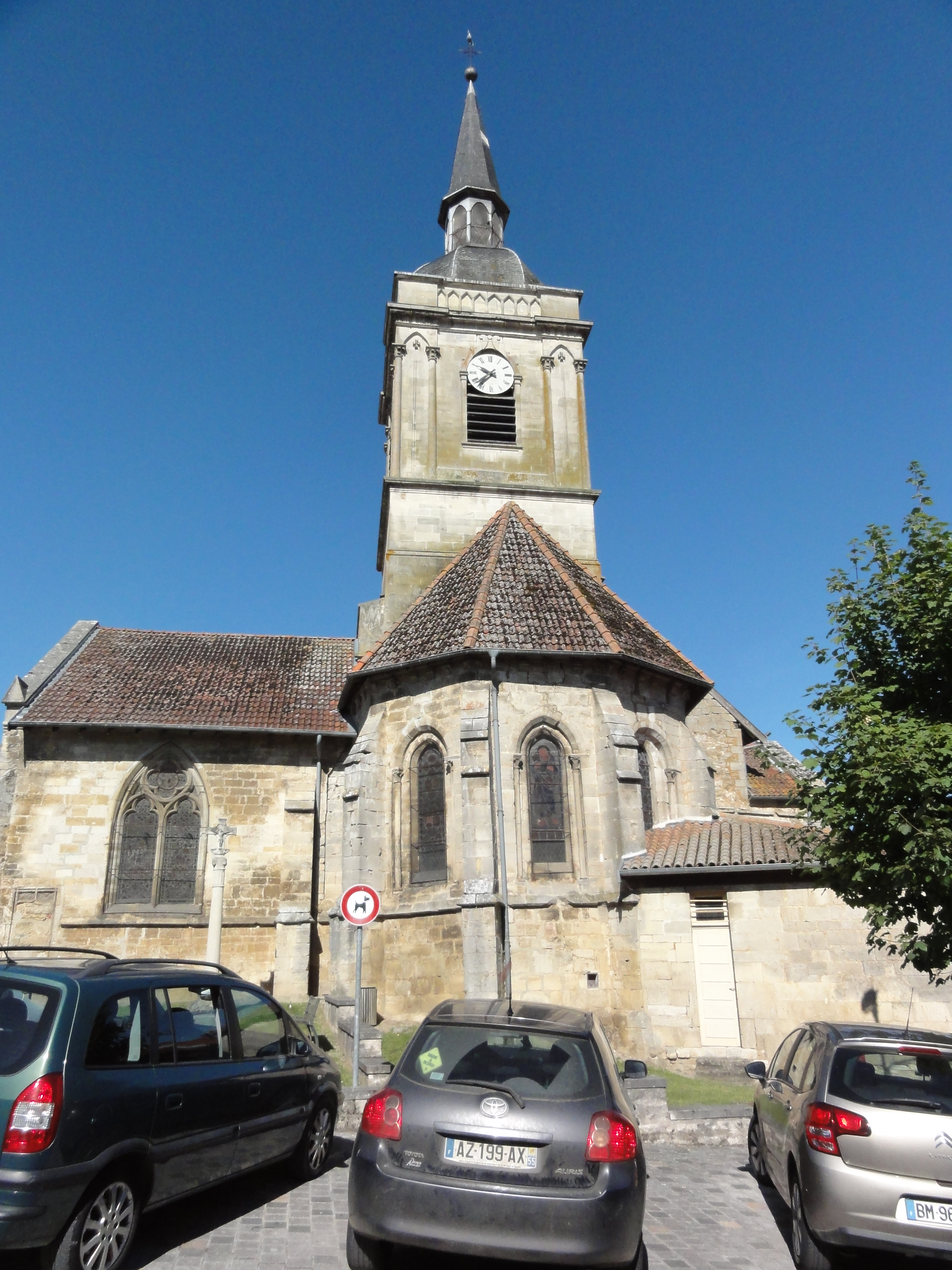
Vue de l'est.
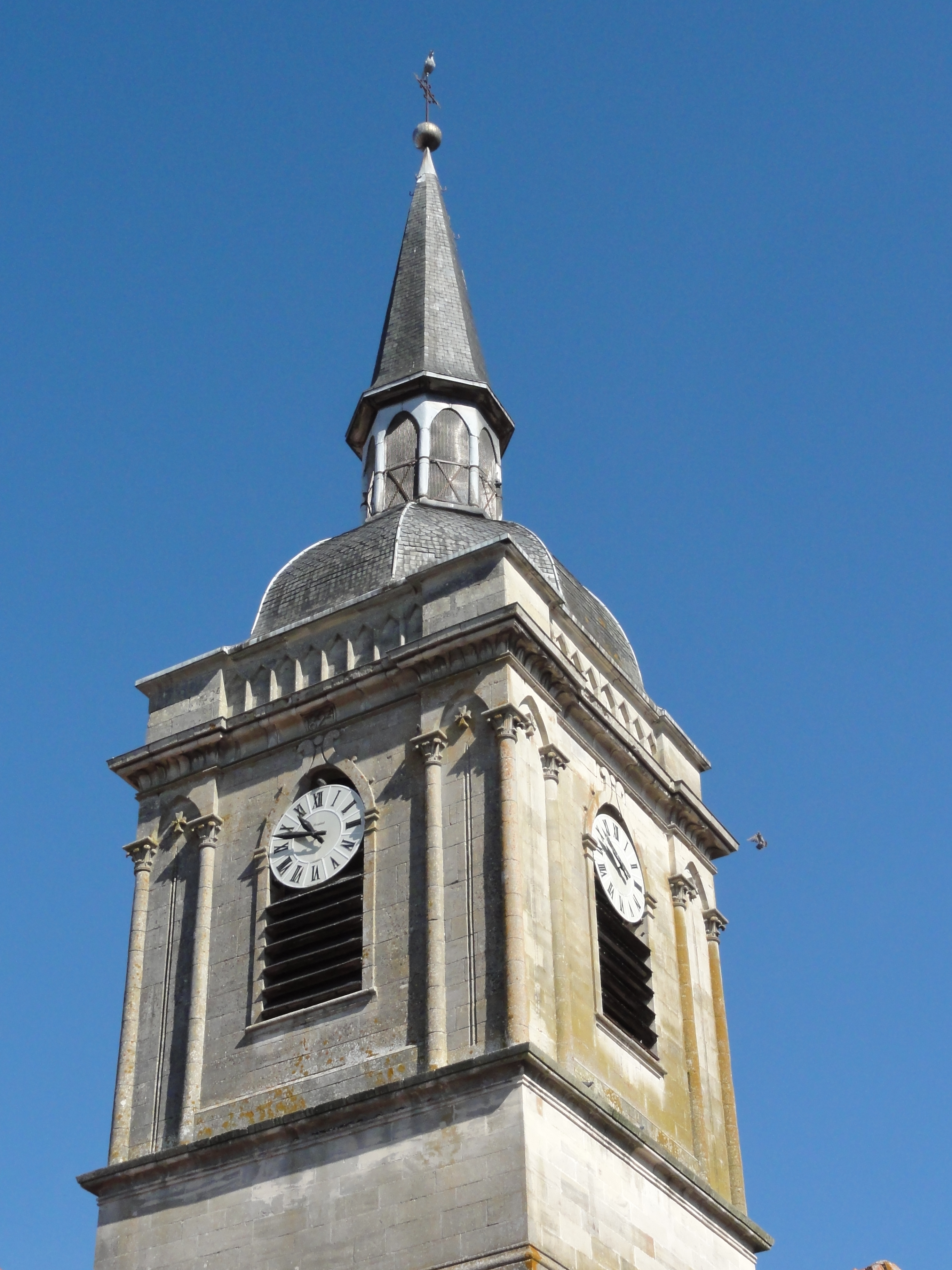
Clocher avec horloge.
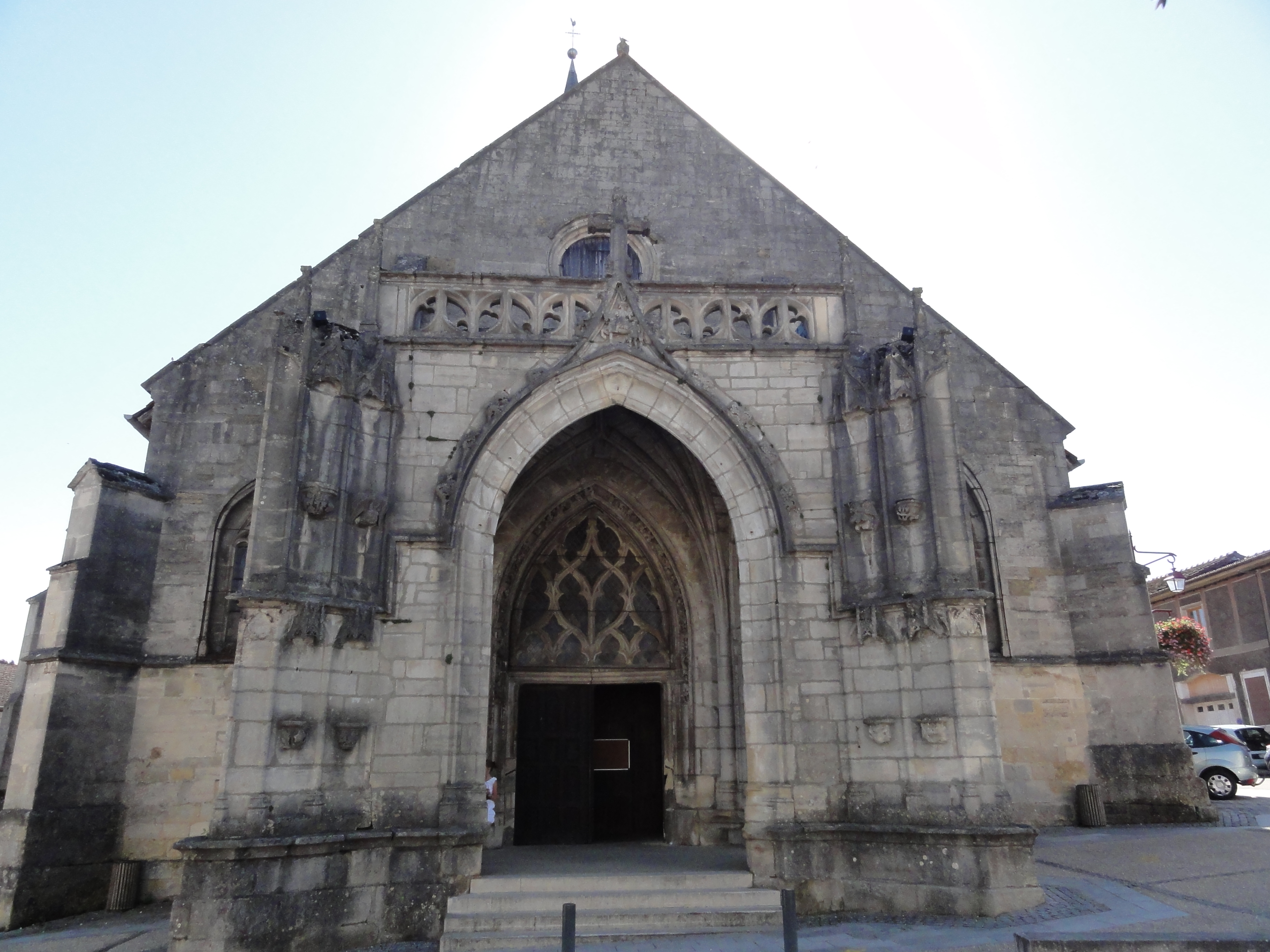
Façade ouest avec porche.
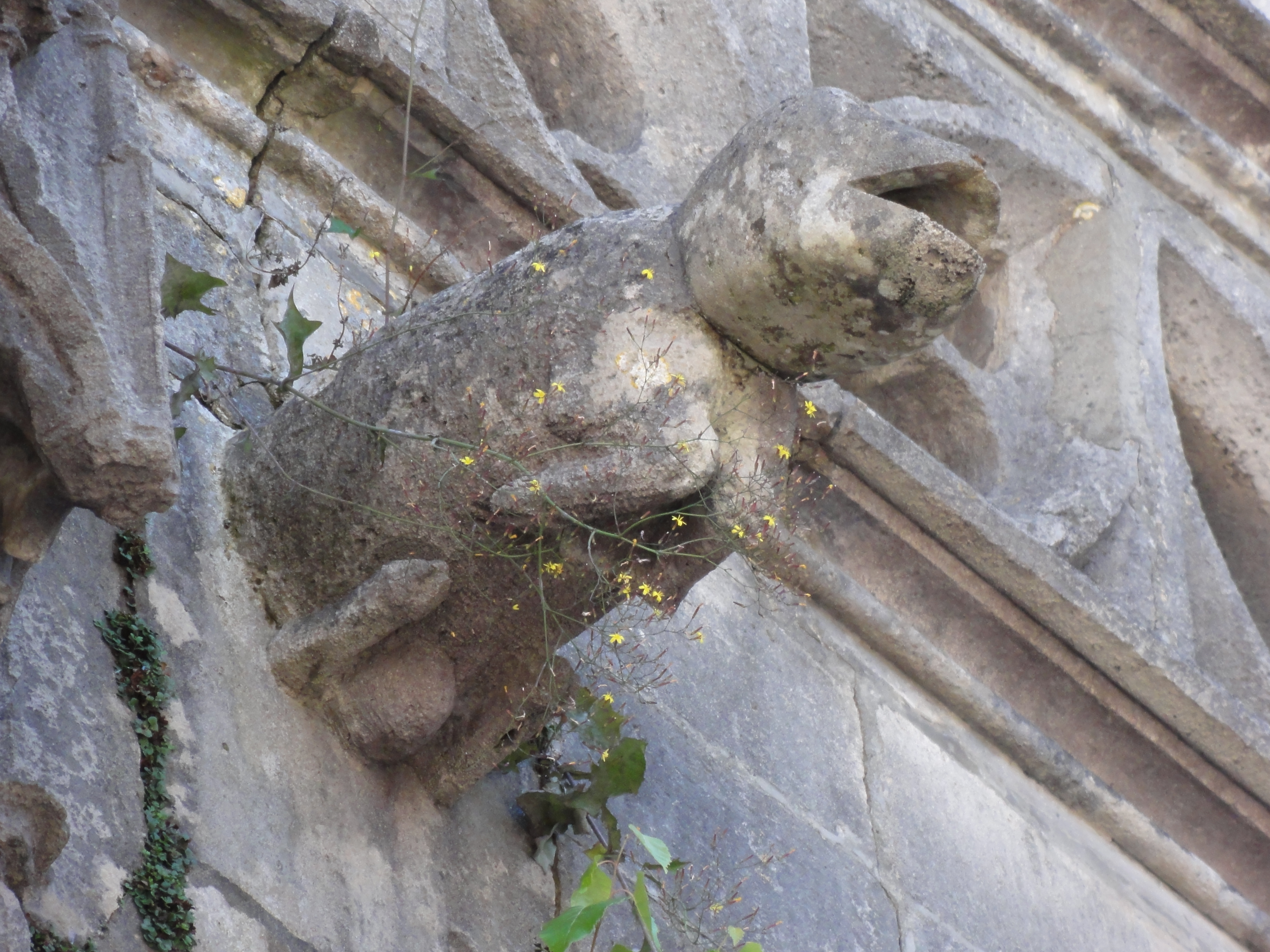
Gargouille du porche.
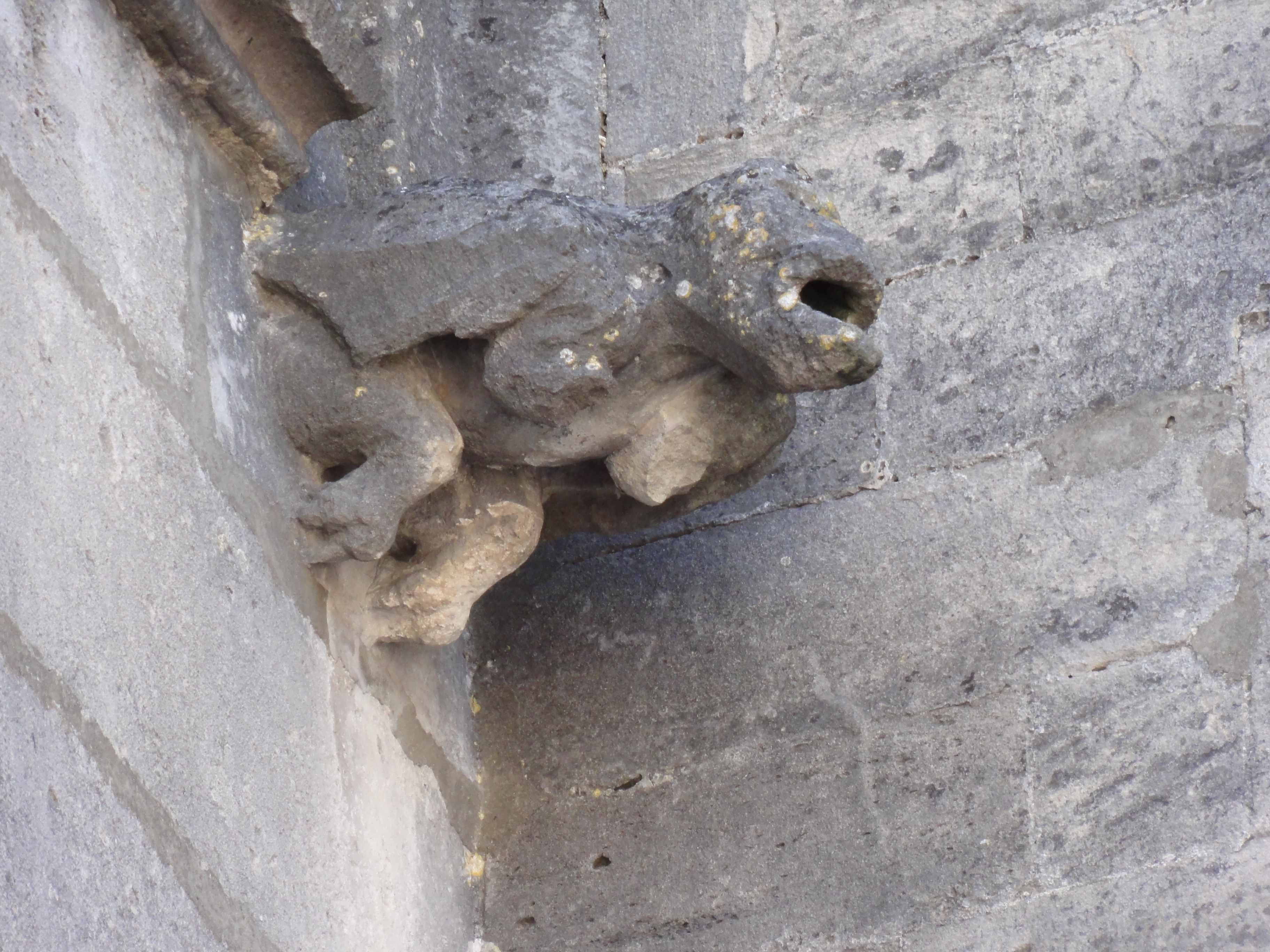
Gargouille du porche.
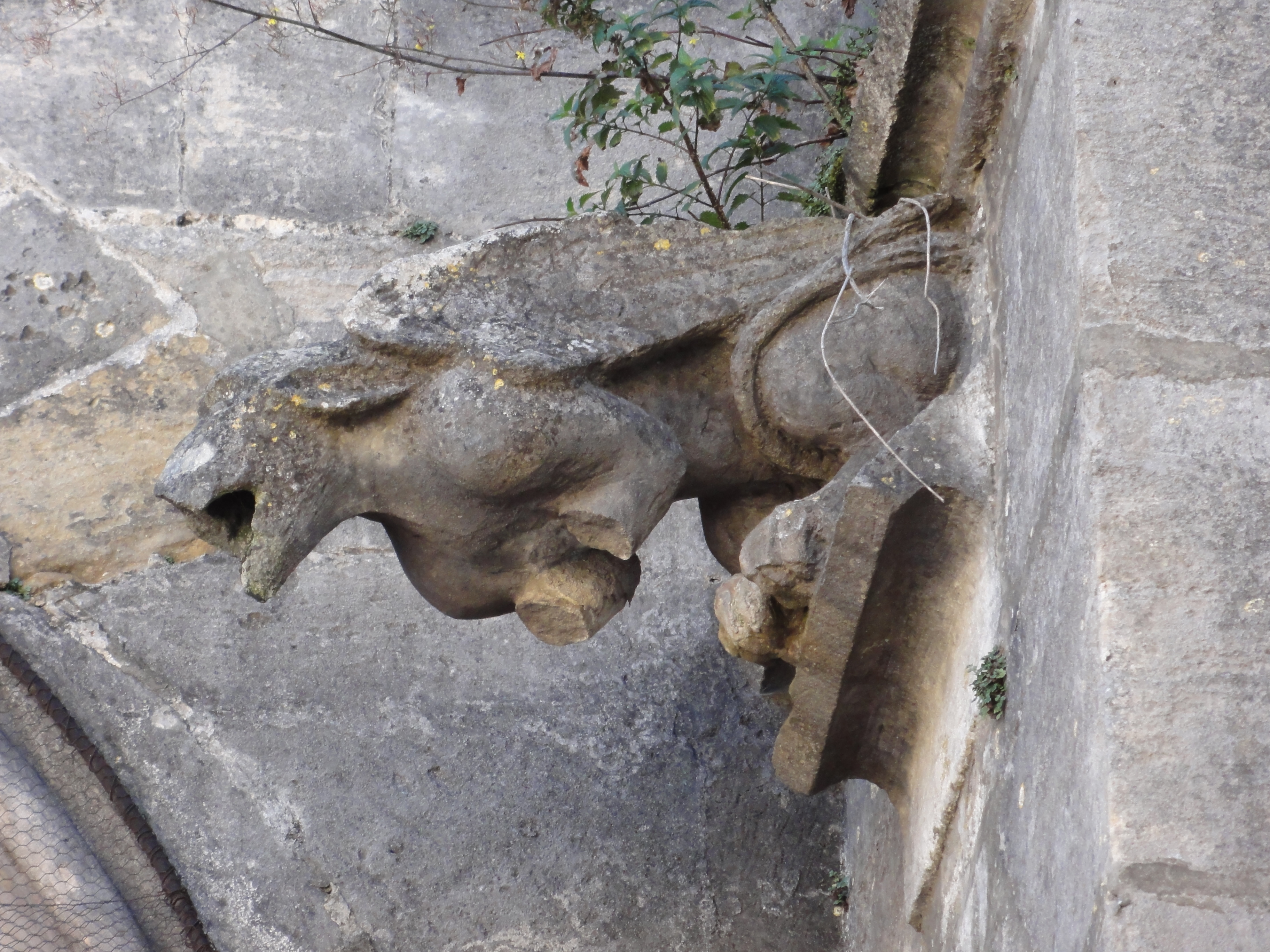
Gargouille du porche.
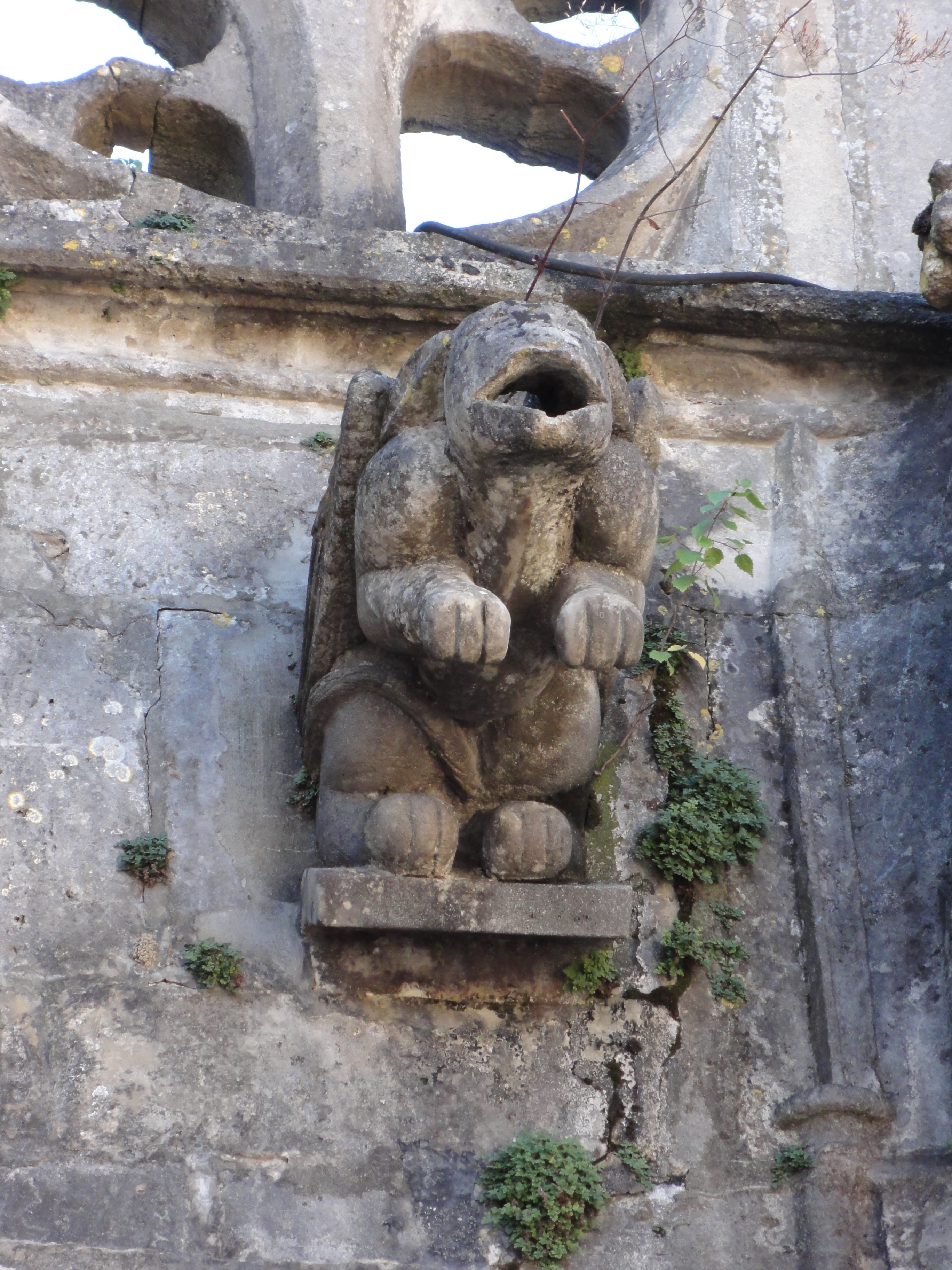
Gargouille du porche.

### Mobilier
À l'intérieur, quelques objets de culte, plusieurs monuments funéraires, l'orgue et 70 bancs de fidèles sont classés monuments historiques en tant qu'objets. 
L'intérieur est riche en statues. Une série de statues des apôtres se trouvent sur les piliers de la nef.  

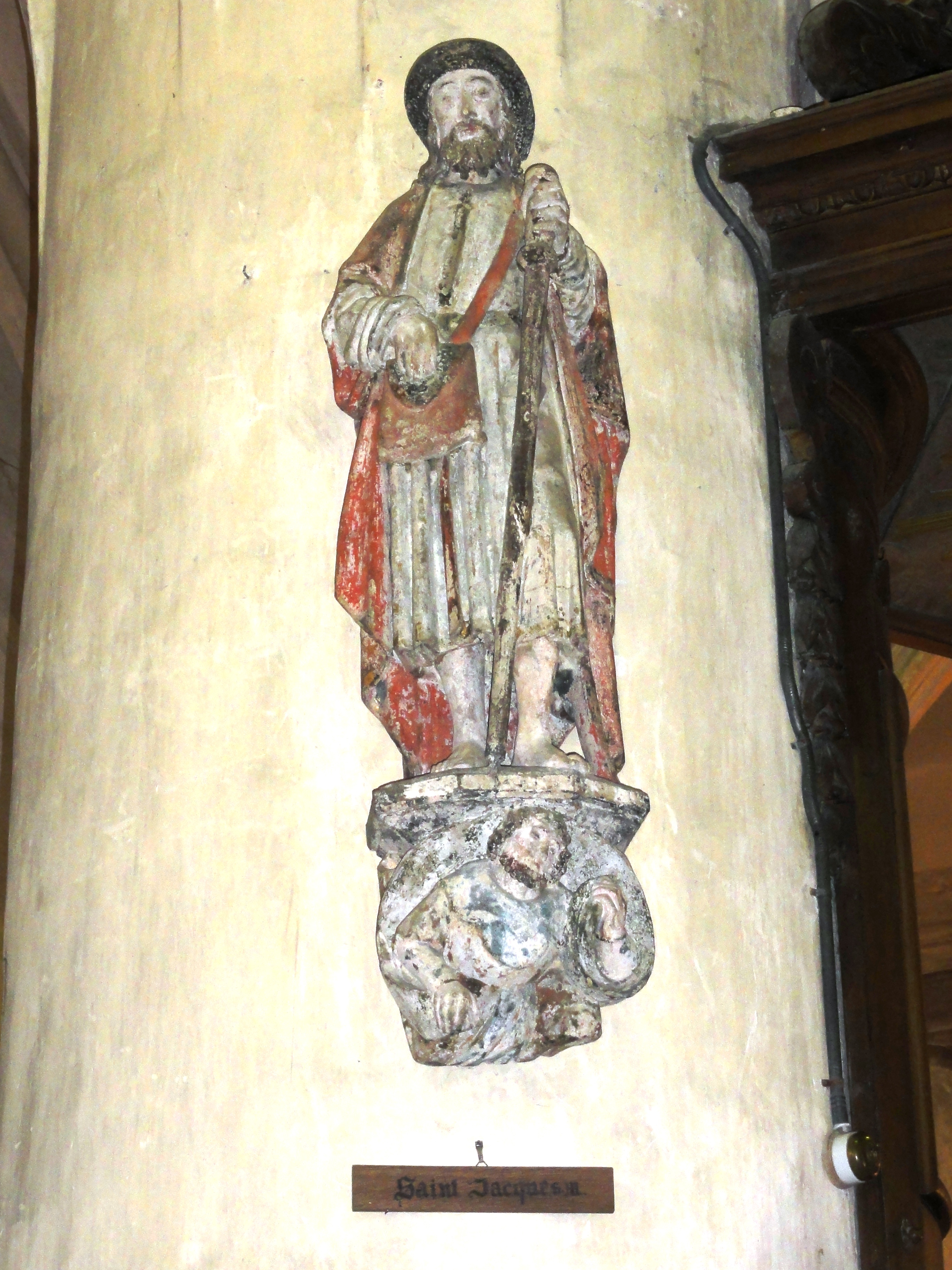
Saint Jacques Majeur.
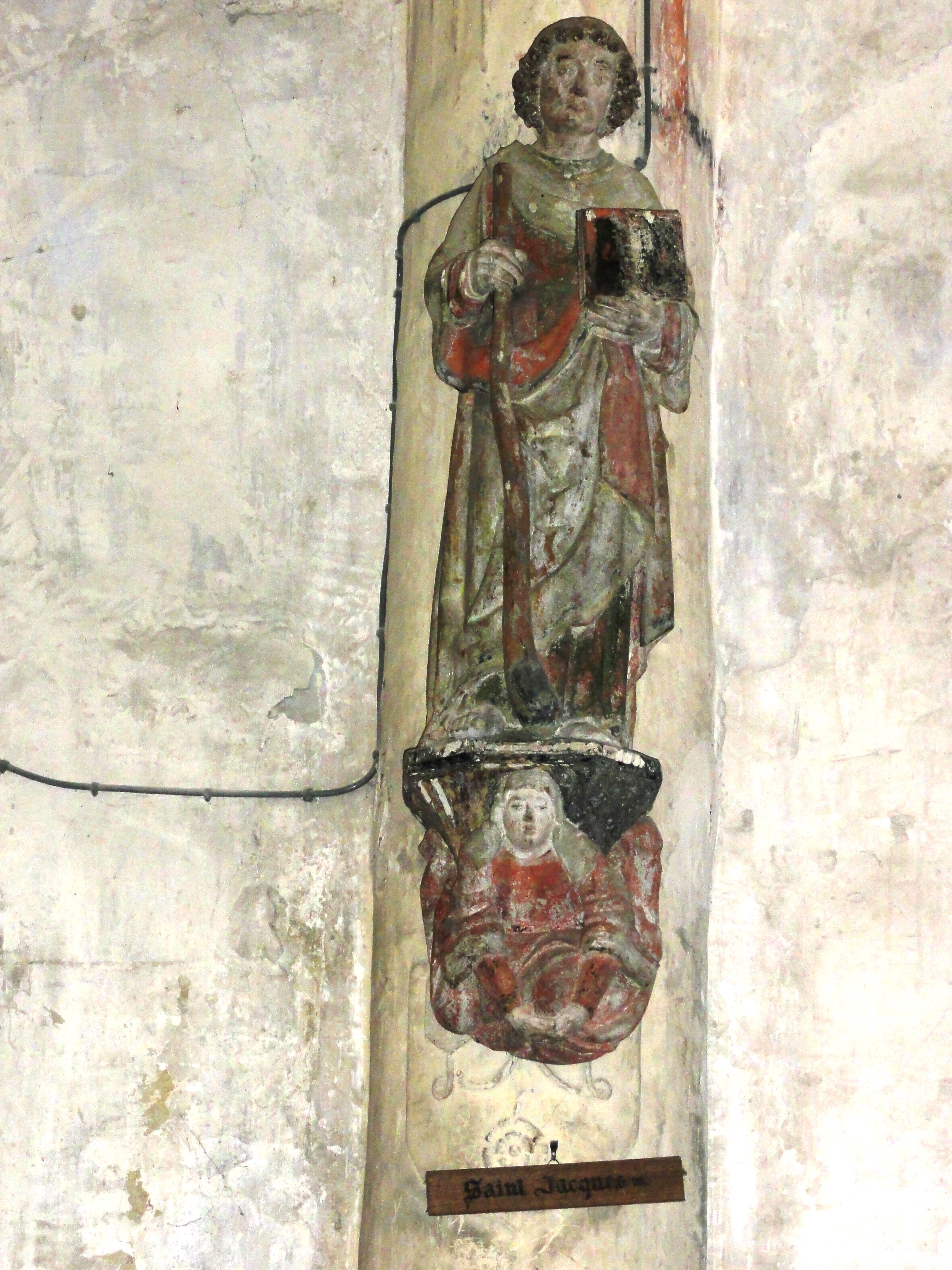
Saint Jacques Mineur.
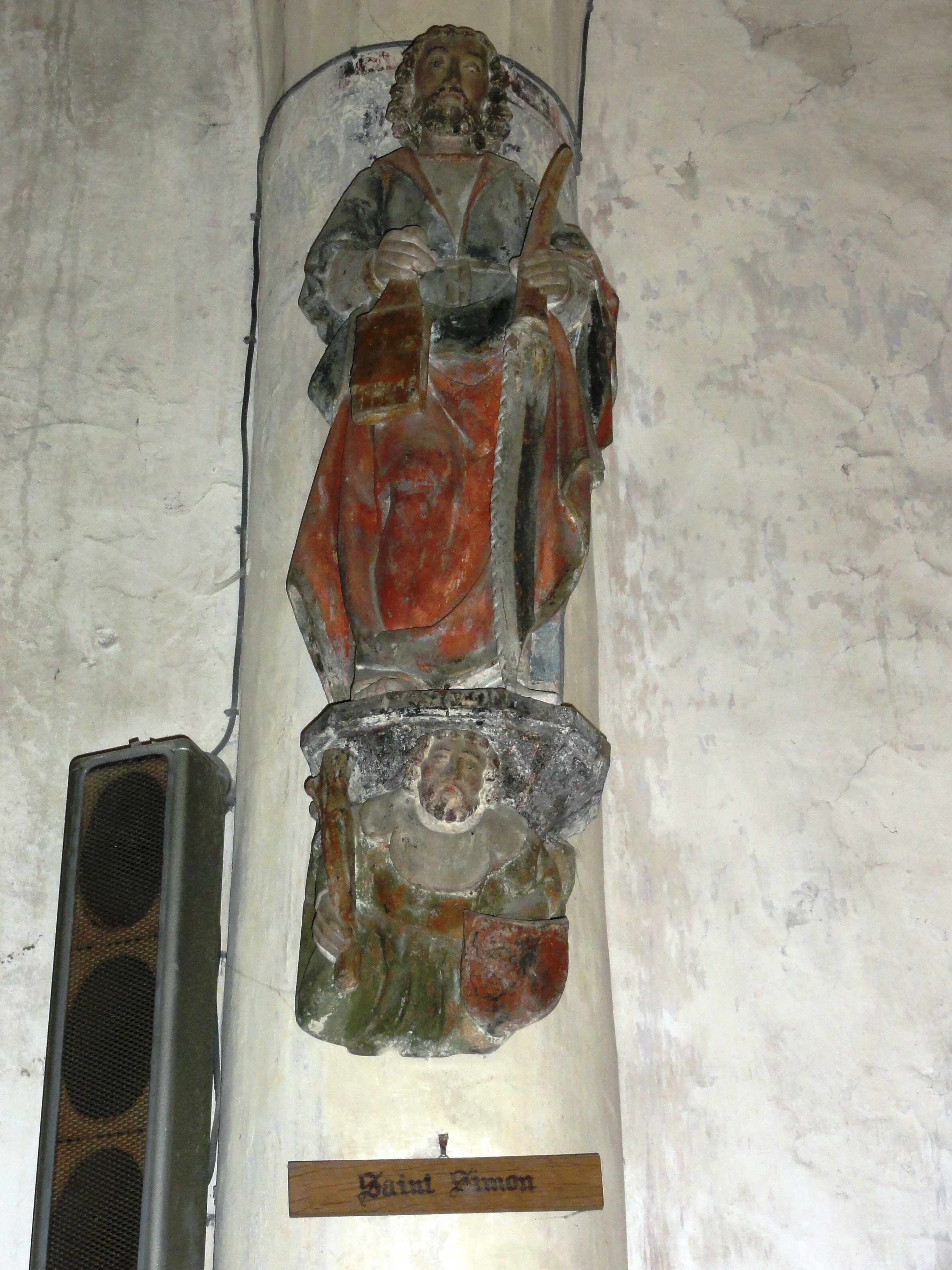
Saint Simon.
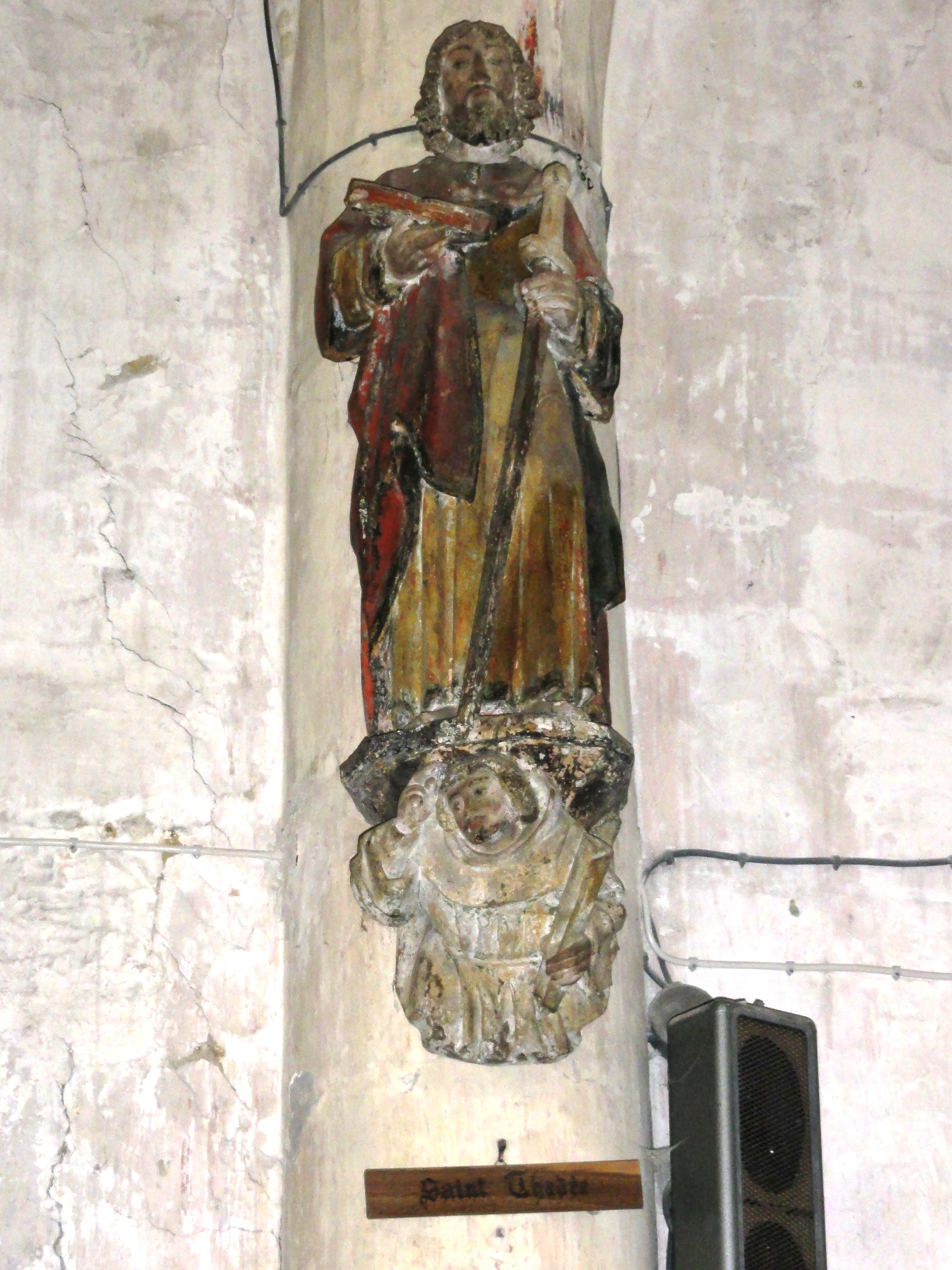
Saint Thadée.
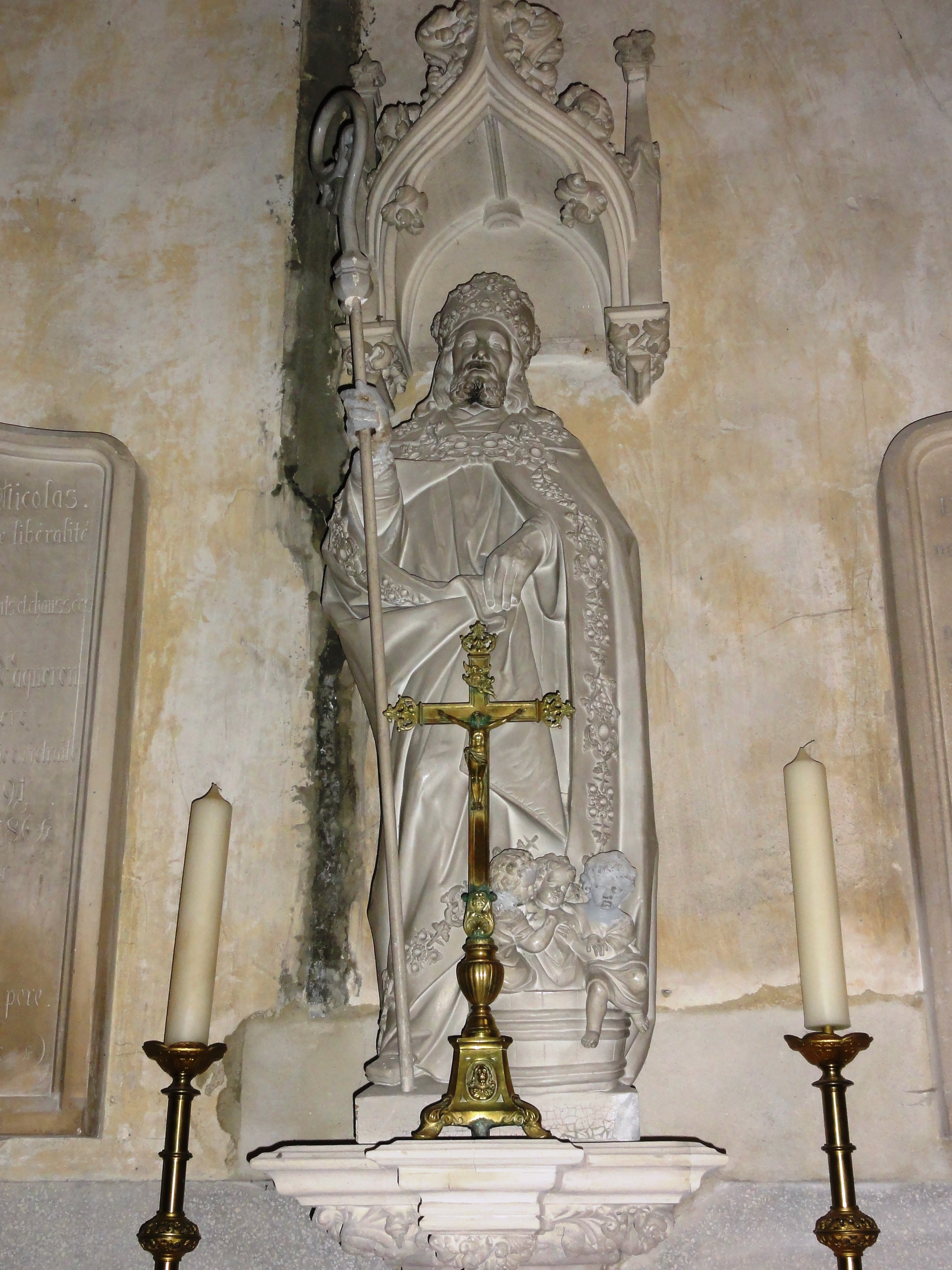
Saint Nicolas.